# Tulum (canción)
«Tulum» (estilizada en mayúsculas) es una canción grabada e interpretada por el cantante mexicano Peso Pluma y la banda estadounidense Grupo Frontera. Fue escrita por el cantante, por Andrés Correa Ríos y Edgar Barrera, este último también la produjo. Se lanzó el 29 de junio de 2023 como el quinto sencillo oficial del tercer álbum de estudio del mexicano Génesis (2023) incluida en su versión deluxe, fue publicada de manera sorpresa junto a su video musical en el canal oficial de YouTube de Peso Pluma.
Musicalmente la canción es una cumbia norteña con arreglos de norteño regiomontano destacando instrumentos como el acordeón, el bajo quinto, el bajo eléctrico, la batería y las congas. La letra habla de una expareja en la que él le pide a ella dejar a nuevo novio y regresar, ya que este no la merece.

## Antecedentes y lanzamiento
Después de que la música de ambos artistas fueran tema de conversación en varias de las conferencias matutinas del presidente de México Andrés Manuel López Obrador, quien recomendó y transmitió en vivo canciones como «No se va», «Frágil» y «Un x100to» de Grupo Frontera, y que por otra parte se mostró en contra de la música de Peso Pluma y de los corridos tumbados ya que esta "fomenta el consumo de droga y violencia", y que el tema fuera de discusión entre los medios, se lanzó de forma sorpresa la canción, que a diferencia de la opinión del presidente, esta no habla de violencia y de excesos como una forma de protesta.
El lanzamiento se dio después de anunciarse en redes sociales el 29 de junio de 2023, al mismo tiempo de la liberación de la versión deluxe del álbum de Peso Pluma Génesis.

## Recepción

### Comentarios de la crítica y medios
El lanzamiento generó entre medios digitales e impresos críticas generalmente positivas, destacando el nuevo sonido del cantante, dejando de lado los temas bélicos y el sonido sierreño. El sitio Cultura Colectiva la nombró "la canción del verano" ya que "contagia del romance de la letra y hasta dan ganas de bailar, en la playita y las olas del mar". La revista Rolling Stone publicó que la canción era: "un himno perfecto para el verano que combina los sonidos icónicos de cada uno de los actos con melodías alegres que rinden serenata a un interés amoroso...". El periódico mexicano La Razón, aseguró que la canción sería el nuevo hit mundial de ambos artistas. El portal 24 Horas Chiapas mencionó "(«Tulum») tiene tintes veraniegos, los cual la hace muy ad hoc para la temporada. El sitio Sopitas publicó: "este tema viene más con una vibra romántica de cumbia norteña para aquellos que se encuentran en dilemas amorosos". El periódico El Heraldo de Chihuahua a través de El Sol de Parral dijo: "(«Tulum») aborda una temática de amor, que junto con el característico ritmo de la agrupación, sumada a la peculiar voz de Peso Pluma, la convierten en una verdadera joya". El portal MSN publicó: "esta canción rompe un poco con los temas que «Doble P» (apodo de Peso Pluma) utiliza en sus letras, pues deja de lado la narcocultura, con el fin de hablar de amor." El grupo radiofónico Los 40 expresó: "(en la canción) se puede escuchar que se respetan los estilos de ambos artistas, dejando así una esencia romántica y un ritmo muy pegajoso de escuchar."

### Desempeño comercial
En su primera semana, la canción se posicionó en el top 30 del top Global de Spotify, así como también en el top 5 de México, Guatemala y Bolivia; en el top 50 de Estados Unidos, Honduras y El Salvador, y top 100 de Argentina, Ecuador, Uruguay, Nicaragua y Paraguay.
Debutó la semana del 9 de julio en la posición 10 del Top 10 de Guatemala de Monitor Latino; la semana del 15 de julio de 2023 en la posición número 43 de la lista Billboard Hot 100 de Estados Unidos, en las posiciones 6 de las listas Hot Latin Songs y Mexico Songs respectivamente, en el número 4 en Bolivia Songs y 25 en la Global 200, todos los debuts sucedieron en la misma semana.

## Video musical
Un video musical se estrenó el mismo día de la publicación de la canción, se subió al canal oficial de YouTube de Peso Pluma y rápidamente fue número 6 en tendencias en México. Fue dirigido por Abelardo Báez. El video está protagonizado por los intérpretes de la canción vestidos con colores fuertes y vibrantes, mostrando escenas de ellos bailando y disfrutando de una fiesta en una casa ubicada en una playa tropical. En su primer día de estreno, el video acumuló 2.9 millones de reproducciones.

## Posicionamiento en listas
| Lista (2023)                       | Mejor posición |
| ---------------------------------- | -------------- |
| Bolivia Songs (Billboard)          | 3              |
| Bolivia (Monitor Latino)           | 2              |
| El Salvador (Monitor Latino)       | 18             |
| Estados Unidos (Billboard Hot 100) | 43             |
| Estados Unidos (Hot Latin Songs)   | 6              |
| Global 200 (Billboard)             | 25             |
| Guatemala (Monitor Latino)         | 2              |
| México (Mexico Songs)              | 6              |
| Paraguay (Monitor Latino)          | 5              |
| Perú (Monitor Latino)              | 20             |
| Surinam (Nationale Top 40)         | 13             |